# Cornuamesus longiramus
Cornuamesus longiramus är en kräftdjursart som först beskrevs av Fiona A. Kavanagh och Sorbe 2006.  Cornuamesus longiramus ingår i släktet Cornuamesus och familjen Ischnomesidae. Inga underarter finns listade i Catalogue of Life.